# Falling (canción)
«Falling» es una canción del cantante británico Harry Styles. se lanzó el 7 de marzo de 2020, a través de Erskine y Columbia Records como el cuarto sencillo de su segundo álbum de estudio Fine Line.

## Antecedentes y composición
Previamente a su lanzamiento, en las redes sociales circularon vídeos donde Styles estaba en un set de grabación. El 24 de febrero, el cantante publicó en su cuenta de Twitter un adelanto, con el mensaje «Falling viene el 28 de febrero», junto a un vídeo musical donde se le ve acostado en una habitación llena de agua.

## Vídeo musical
El vídeo musical de «Falling» se estrenó el 28 de febrero de 2020. El video fue dirigido por el famoso Dave Meyers, quien también está detrás de videos como Adore You, ME! de Taylor Swift o Bad Guy de Billie Eilish, entre otros.
En el video se muestra a Harry tocando el piano en una habitación que se va llenando de agua hasta ahogarlo, siendo una metáfora de la pérdida de un amor que no volverá.

## Presentaciones en vivo
El 18 de febrero de 2020, Styles interpretó la canción por primera vez en los Premios Brit de 2020.

## Posicionamiento en listas
| Listas (2019)                      | Mejor posición |
| ---------------------------------- | -------------- |
| Australia (ARIA)                   | 35             |
| Canadá (Canadian Hot 100)          | 55             |
| Estados Unidos (Billboard Hot 100) | 62             |
| Irlanda (IRMA)                     | 22             |
| Nueva Zelanda (RMNZ)               | 24             |
| Reino Unido (UK Singles Chart)     | 29             |
| Suecia (Sverigetopplistan)         | 81             |

## Certificaciones
| País (organismo certificador) | Certificación | Unidades certificadas |
| ----------------------------- | ------------- | --------------------- |
| Australia (ARIA)              | 3x Platino    | 210 000               |
| Brasil (Pro-Música Brasil)    | Platino       | 40 000                |
| Canadá (Music Canada)         | Platino       | 80 000                |
| Estados Unidos (RIAA)         | 3x Platino    | 3 000 000             |
| Nueva Zelanda (RIANZ)         | Oro           | 15 000                |
| México (AMPROFON)             | 2x Platino    | 120 000               |
| Noruega (IFPI)                | Oro           | 30 000                |
| Reino Unido (BPI)             | Platino       | 600 000               |